# Prix Vasari
Le Prix Vasari est un prix littéraire créé en 1986 en hommage à Giorgio Vasari considéré comme fondateur de l'histoire de l'art. Il récompense des ouvrages sur l'art.   
Fondé en 1986 par René-Marc Chaffardon, Jean-Louis Ferrier, André Frossard, Jean-François Gonthier, Yann le Pichon et Me Maurice Rheims, de l'Académie française, l'Association pour le Prix Vasari de l'Edition d'Art (Association régie par la loi du ler juillet 1901) a pour objet de "promouvoir la création et l'édition d'ouvrages d'art de qualité".   
Me Maurice Rheims en est le Président et André Frossard le Vice-Président. Elle fait décerner, chaque année, à l'occasion du Salon du Livre de Paris, par un Jury composé d'une quarantaine de critiques d'art et critiques littéraires, un Grand Prix Vasari de l'Edition d'Art et plusieurs prix de : l'album photographique, l'essai, l'édition, la collection, le catalogue d'exposition, la bande dessinée, la thèse universitaire et le projet d'auteur. 
Les prix sont remis soit sous forme d'un trophée créé par le sculpteur Miguel Berrocal, soit en espèces. 
Le Prix Vasari de l'Edition d'Art a été décerné pour la première fois le lundi 24 mars 1986 au Théatre Marigny au cours d'une soirée animée par Léon Zitrone. 
Le Jury s'était réuni, le jour même, au cours d'un déjeuner au Fouquet's, avenue des Champs-Elysées pour l'attribution des prix.

## Jury
Le jury, présidé par Maurice Rheims, réunit 25 critiques et historiens d'art, et attribue les prix dans le cadre du « Mai du livre d'art ».

## Liste des lauréats

### 1reédition: 1986
- Paris des photographes, tome 1 de Jean-Claude Gautrand

### 3eédition: 1988
- Léonard de Vinci de Serge Bramly, éditions Lattès, 1988

### 4eédition: 1989
- Prix Vasari du meilleur livre d’art français : Calder intime de Daniel Marchesseau, Solange Thierry/Bibliothèque des arts, Paris & Abrams, New York, 1989 - ouvrage publié à l'occasion de l'exposition éponyme au Musée des arts décoratifs, Paris

### 6eédition: 1991
- prix Vasari de la revue d’art : Revue 303[2] ;
- prix international de l'édition d'art : Duchamp Dada de Michael Gibson (éditions NEF et Casterman)
- prix pour l'édition française : L'Art magique d'André Breton (éditions Phébus et Adam Biro).
- prix de l'essai ou de la biographie : Degas d'Henri Loyrette (Fayard)

### 7eédition: 1992
- Prix Vasari du meilleur catalogue d'exposition : Michel Garel pour le catalogue D'une main forte[3] organisée à la BNF en 1991.